# Control (película)
Control es una película inglesa dirigida por Anton Corbijn en 2007. Trata acerca de la vida del cantante post-punk Ian Curtis, su banda Joy Division y su suicidio.
Esta película está basada en las memorias Touching from a Distance escritas por Deborah Curtis, viuda del artista.
Gracias a la dirección de Anton Corbijn, asisitimos a una reencarnación del arte y la música de los años setenta, con una interesante fotografía y una ambientación propia, acercándonosla con una imagen en blanco y negro. Además, es preciso añadir que esta historia audiovisual no solo supone la narración de la trayectoria del grupo musical Joy Division y de la decadencia de su cantante Ian Curtis, sino también muestra las consecuencias del amor, la infidelidad y el arrepentimiento, así como la búsqueda de la salvación y la armonía a través del arte.
El director Anton Corbijn comenzó su trayectoria profesional como fotógrafo en 1972, iniciándose con artistas como Nirvana, Tom Waits o los propios Joy Division, lo que le hacía idóneo para desarrollar un proyecto artístico como Control, ya que era conocedor de la nueva vanguardia y atmósfera musical y artística en general.
Un detalle a tener en cuenta es el trabajo realizado a la hora de recrear la música y los directos del grupo. En un principio, se pensó la idea de añadir la música original, pero posteriormente se inclinaron por hacer tocar a los propios actores, provocando que sus interpretaciones fueran más realistas.